# Heráldica
La heráldica, arte heráldico o ciencia del blasón, es la disciplina que se ocupa de entender y componer adecuadamente los escudos de armas, o el código de reglas que permite representar y describir correctamente los escudos de armas. El término heráldica proviene del nombre masculino heraldo, que es como se denominaba en la Edad Media tanto a la persona que anunciaba y describía a los caballeros que participaban en los torneos como a los mensajeros o emisarios de la corte. 
Estrictamente definida, denota lo que pertenece al oficio y deber de un heraldo, cuya cabeza visible era el rey de armas; esa parte de su trabajo que trata de los escudos de armas se denomina propiamente armería, pero en el uso general heráldica ha llegado a significar lo mismo que armería. Se trata de una disciplina relacionada con el diseño, exhibición y estudio de escudos de armas, así como disciplinas relacionadas, el estudio de la ceremonia, rango y pedigrí.
La rama de la armería se refiere al diseño y transmisión de la armería heráldica. Este incluye un escudo de armas, yelmo y cimera, junto con cualquier ornamento y elemento que lo acompañe, como soportes (o tenante), estandartes heráldicos, lemas o grito de guerra.

## Origen
La heráldica se desarrolló durante la Edad Media en toda Europa hasta convertirse en un código coherente de identificación de personas, progresivamente incorporado por estamentos de la sociedad feudal como la nobleza y el clero para la identificación genealógica (y donde el blasón puede ser transmitido por herencia, traduciendo el grado de parentesco) y miembros de la jerarquía, siendo igualmente adoptado por otros colectivos humanos, como gremios y asociaciones, además de ser adoptado para la identificación de ciudades, villas y territorios.
Además era un sistema emblemático único en un tiempo en el que el reconocimiento y la identificación pasaba raramente por un documento escrito. Aparecida en el siglo XII orientada a los miembros masculinos de la aristocracia, fue rápidamente difundida en el conjunto de la sociedad occidental: mujeres, clérigos, aldeanos, burgueses y comunidades. En consecuencia, han servido también para representar ciudades, regiones, países y colectivos profesionales.

## Etapas de la heráldica

### Heráldica antigua
Las primeras representaciones de distintas personas y regiones en el arte egipcio muestran el uso de estandartes rematados con las imágenes o símbolos de varios dioses. Los nombres de los reyes aparecen en emblemas conocidos como serejs, que representan el palacio del rey. Generalmente van coronadas con un halcón que representa el dios Horus. Emblemas y representaciones similares se encuentran en el arte mesopotámico antiguo del mismo período, y también se pueden encontrar los precursores de bestias heráldicas como el grifo.
Los escritores griegos y latinos describen con frecuencia los escudos y símbolos de varios héroes, y las unidades del ejército romano a veces se identificaban con marcas distintivas en sus escudos (ver Notitia dignitatum).
Hasta el siglo XIX era común que los escritores heráldicos citaran ejemplos como estos y símbolos metafóricos, como el León de Judá o el Águila de los Césares, como evidencia de la antigüedad de la heráldica misma, e inferir de ahí que las grandes figuras de la historia antigua portaban armas que representaban su noble condición y ascendencia. El Libro de San Albans, compilado en 1486, declara que el mismo Cristo fue un caballero de armadura. Estas afirmaciones se consideran ahora como la fantasía de los heraldos medievales, ya que no hay evidencia de un lenguaje simbólico distintivo similar al de la heráldica durante este período temprano; ni muchos de los escudos descritos en la antigüedad se parecen mucho a los de la heráldica medieval; tampoco hay evidencia de que símbolos o diseños específicos se transmitieran de una generación a la siguiente, que representen a una persona o línea de ascendencia en particular.
Los heraldos medievales también atribuyeron armas a varios caballeros y señores de la historia y la literatura. Los ejemplos notables incluyen los sapos atribuidos a Faramundo, la cruz y la mertleta de Eduardo el Confesor, y las diversas armas atribuidas a los Nueve de la Fama y los Caballeros de la Mesa Redonda. Estos también son fácilmente descartados como inventos fantasiosos, en lugar de evidencia de la antigüedad de la heráldica.

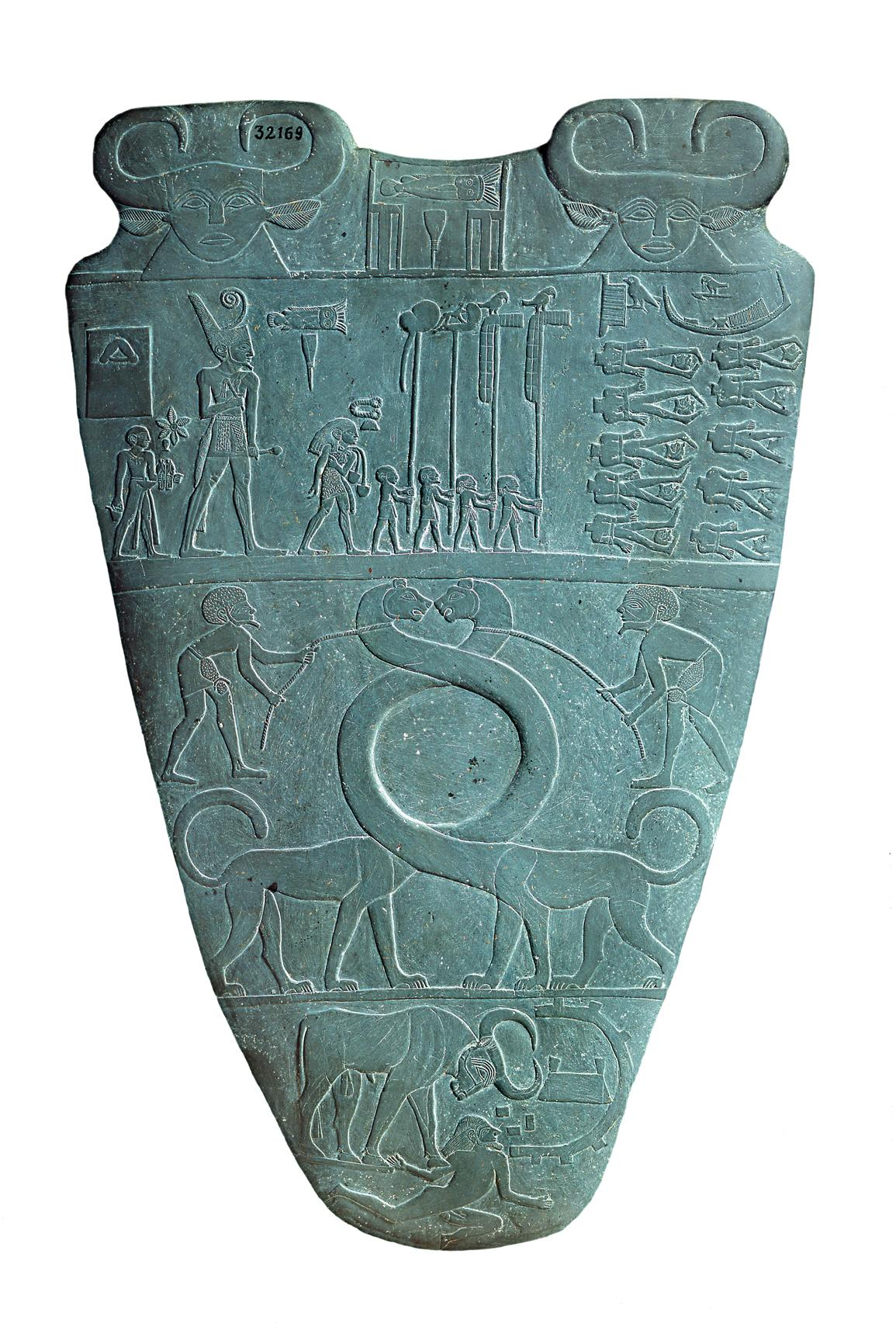
Reverso de la Paleta de Narmer, hacia el 3100 aC. La fila superior representa a cuatro hombres que llevan estándares. Sobre ellos es un Serej que contiene el nombre del rey, Narmer.
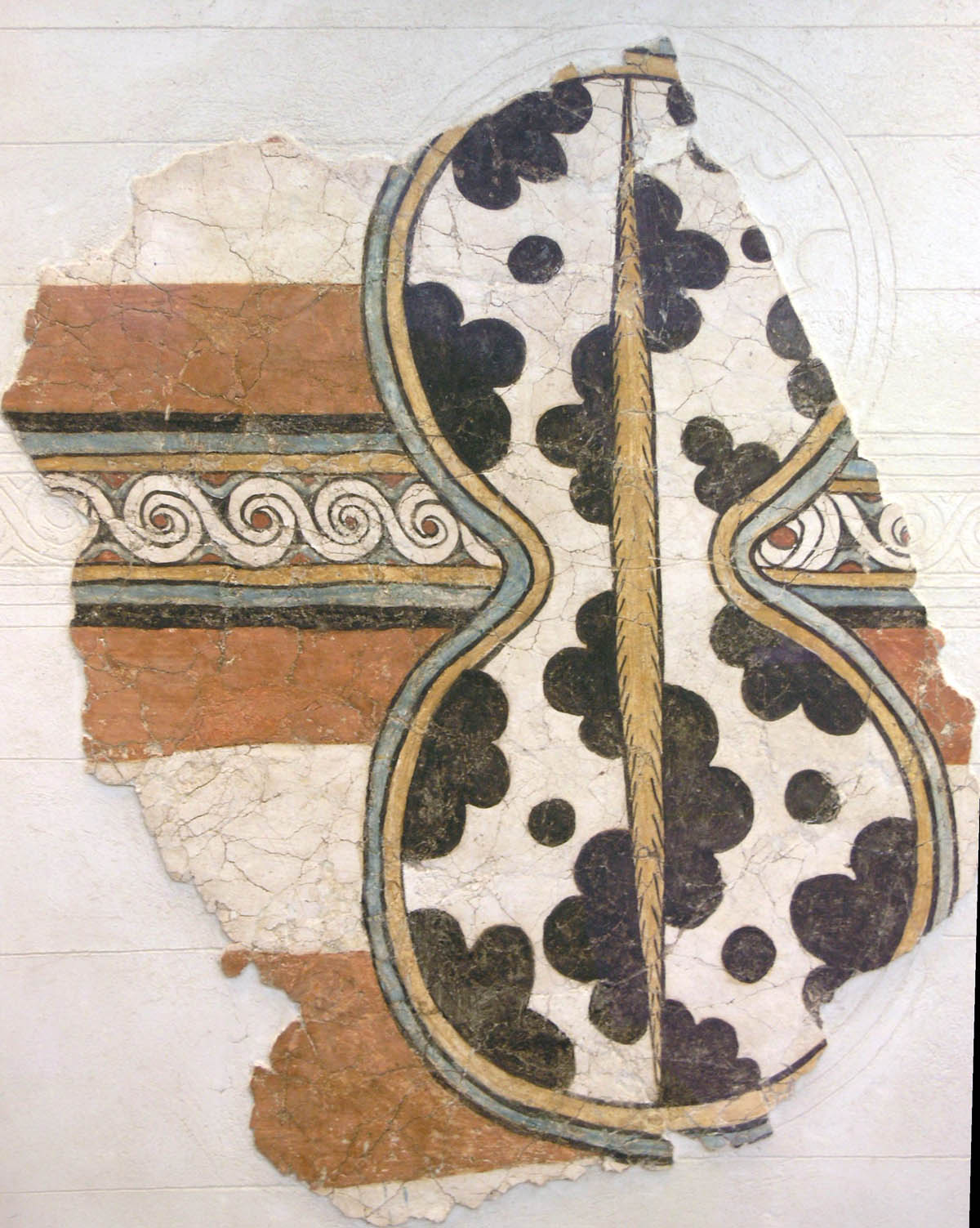
Fresco que representa un escudo de un tipo común en la civilización micénica.
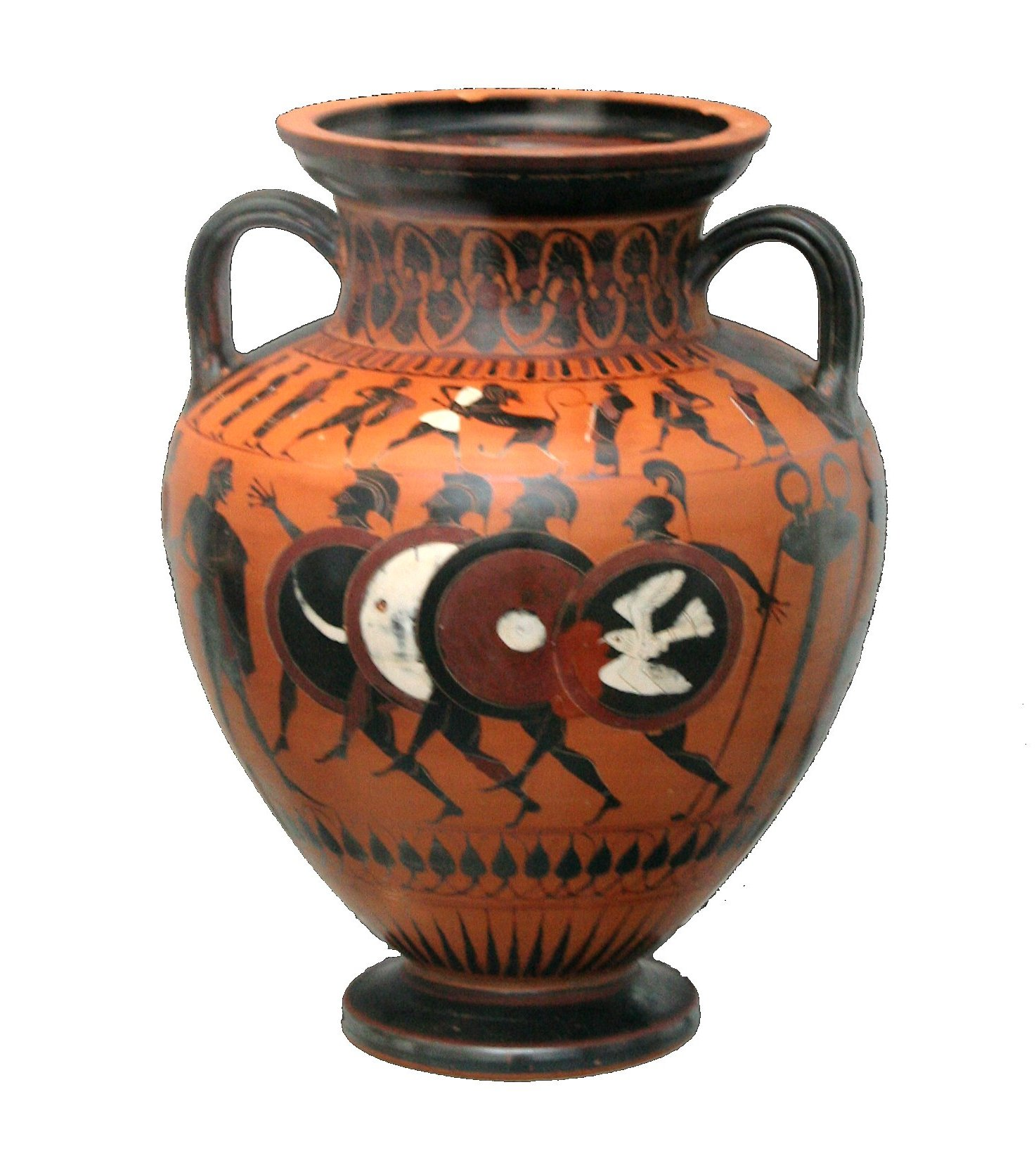
Jarrón con soldados griegos en armadura, hacia el 550 a. C.
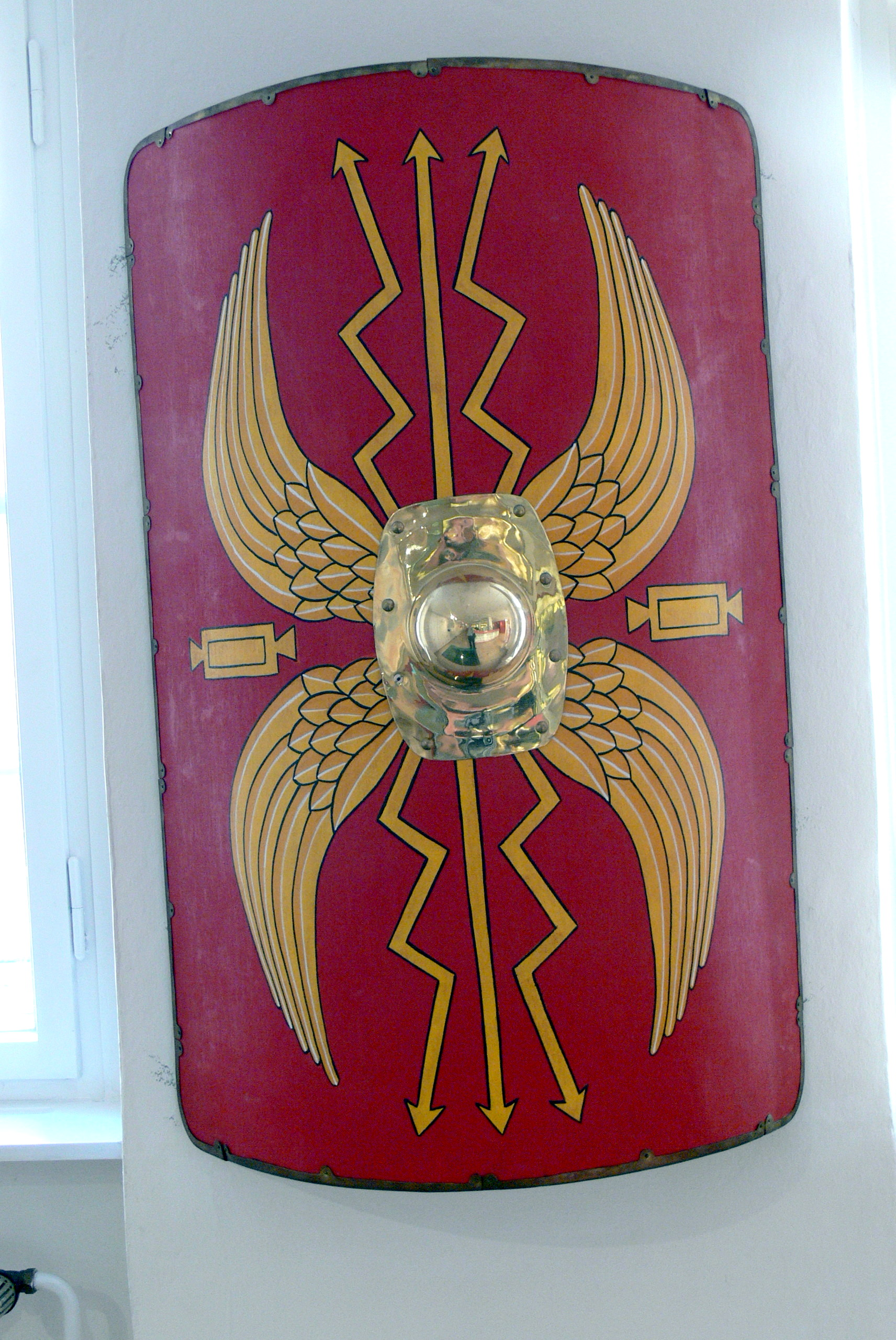
Una reconstrucción de un escudo que habría sido llevado por un legionario romano.
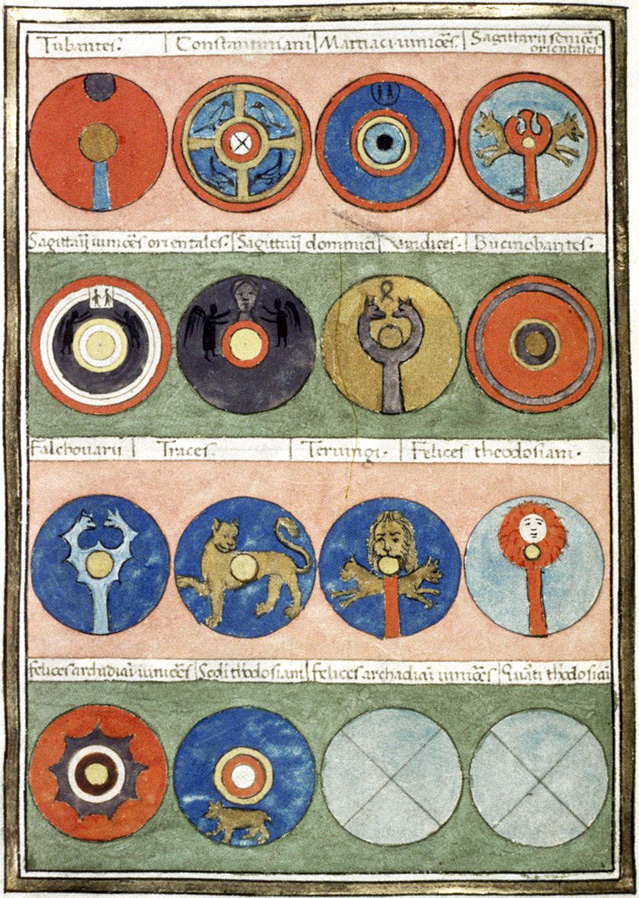
Escudos del "Magister Militum Praesentalis II". Del Notitia dignitatum, una copia medieval de un registro romano tardío de comandos militares.
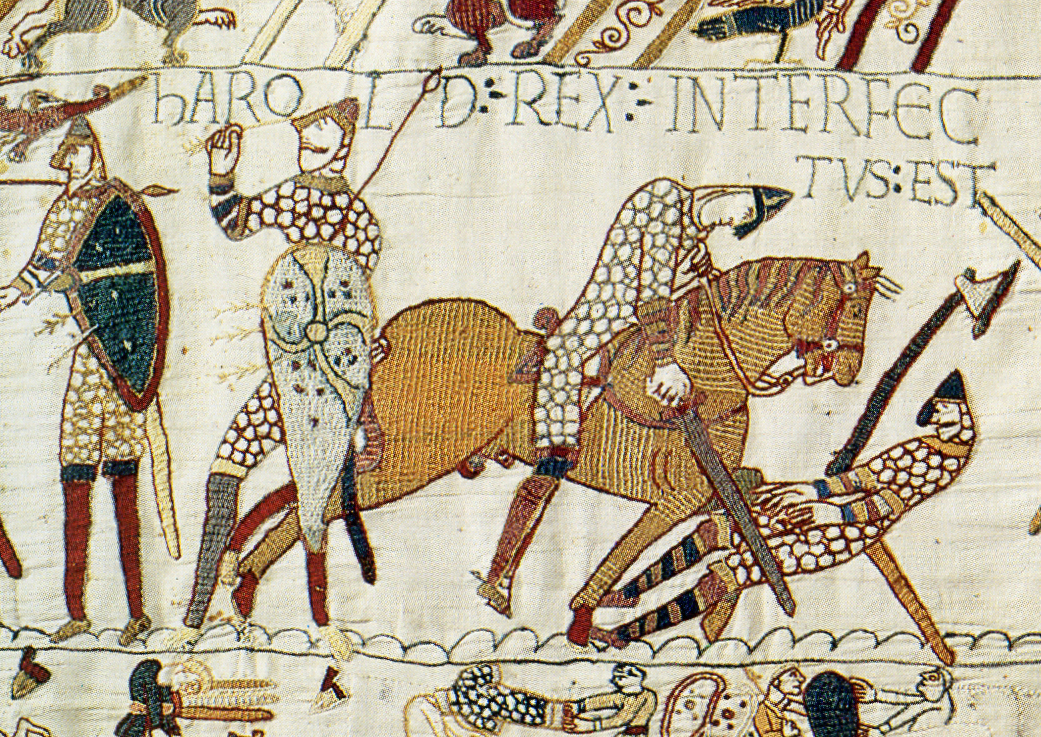
La muerte de Haroldo II de Inglaterra, del Tapiz de Bayeux. Los escudos se ven heráldicos, pero no parecen haber sido emblemas personales o hereditarios.

### Heráldica medieval
El uso de los emblemas heráldicos se inició en Europa occidental, en concreto en la zona del Canal de la Mancha, como una señal para identificar a los caballeros y jefes de las huestes en los campos de batalla —habitualmente ocultos en sus cascos y armaduras— y se difundió enseguida por todo el continente, adaptándose a las peculiares circunstancias de las diferentes culturas que encontraba a su paso.

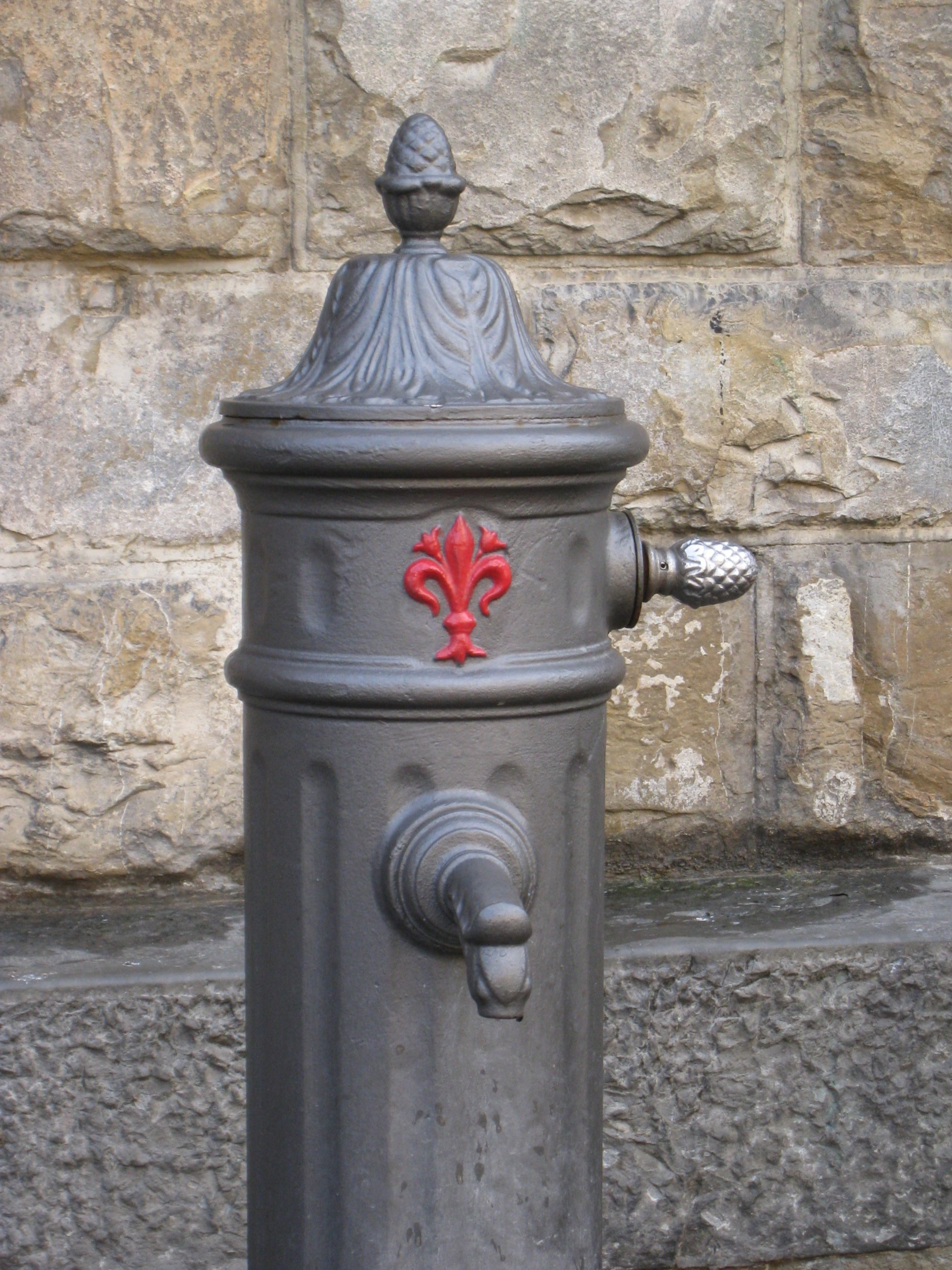
La flor de lis roja de Florencia aparece en su fuente de agua potable en la Piazza della Signoria.

El desarrollo del idioma heráldico moderno no se puede atribuir a un solo individuo, tiempo o lugar. Aunque ciertos diseños que ahora se consideran heráldicos, evidentemente, estaban en uso durante el siglo XI, la mayoría de las cuentas y representaciones de los escudos hasta principios del siglo XII contienen poca o ninguna evidencia de su carácter heráldico. Por ejemplo, el Tapiz de Bayeux, que ilustra la Conquista normanda de Inglaterra en 1066, y probablemente encargó alrededor de 1077, cuando la catedral de Bayeux fue reconstruida, representa una serie de escudos de varias formas y diseños, muchos de los cuales son simples, mientras que otros están decorados con dragones, cruces u otras figuras típicamente heráldicas. Sin embargo, ningún individuo se representa dos veces con los mismos brazos, ni los descendientes de las distintas personas representadas a los dispositivos transmitidos que se han asemejándose a los que se parecen a los de la tapicería.
Del mismo modo, un relato de los caballeros franceses en la corte del emperador bizantino Alejo I Comneno a principios del siglo XII describe sus escudos de metal pulido, desprovistos de diseño heráldico. Un manuscrito español de 1109 describe escudos sencillos y decorados, ninguno de los cuales parece haber sido heráldico.
La Basílica de Saint-Denis contenía una ventana que conmemoraba a los caballeros que se embarcaron en la Segunda Cruzada en 1147, y probablemente se hizo poco después del evento; pero la ilustración de Montfaucon de la ventana antes de que fuera destruida no muestra ningún diseño heráldico en ninguno de los escudos.
En Inglaterra, desde la época de la conquista normanda, los documentos oficiales debían estar sellados. A partir del siglo XII, los sellos asumieron un carácter claramente heráldico; varios sellos que datan de entre 1135 y 1155 parecen mostrar la adopción de dispositivos heráldicos en Inglaterra, Francia, Alemania, España e Italia.
Un ejemplo notable de un sello de armadura temprano se adjunta a una carta otorgada por Felipe de Alsacia, en 1164. Los sellos de la última parte del siglo XI y principios del XII no muestran evidencia de simbolismo heráldico, pero a finales del siglo XII, los sellos son uniformemente de naturaleza heráldica.
En España, la heráldica presenta algunos rasgos distintivos en función del territorio. En los apellidos castellanos, la heráldica suele materializarse mediante símbolos enigmáticos, cuya traducción solo está al alcance de los especialistas. En Cataluña, en cambio, multitud de apellidos derivados de motivos de la vida real se trasladan literalmente a los respectivos emblemas de nobles y de religiosos (obispos y abades), casi como si se tratara de símbolos gremiales: un conejo para Conill, un cáliz para Copons, una escalera para Escales, una pera para Sapera, una puerta para Porta, una gavilla de trigo para Trilla, unos toneles para Boteller, etc.

## Armería heráldica
Una armería heráldica consiste en un escudo de armas, timbre, soportes, lema y/o grito de guerra y otros ornamentos exteriores heráldicos.
Las armerías más elaborados a veces muestran el escudo de armas completo debajo de un pabellón, una carpa adornada o un dosel del tipo asociado con el torneo medieval, aunque esto solo se encuentra muy raramente en Logros o armas inglesas o escocesas

### Elementos dentro del escudo
El término escudo de armas técnicamente se refiere al escudo o blasón en sí, pero la frase se usa comúnmente para referirse a toda la armería. El único elemento indispensable de un escudo de armas es el escudo. Muchos de ellos, los más antiguos, no consisten en nada más, pero no existe ninguna armería o armadura sin un escudo de armas.
Los principales elementos de un escudo/blasón son:
1. Partición heráldica: La partición es la división en diversas zonas geométricas de un campo, de una figura o de un elemento de una partición precedente.
  - Cuartel: Cada uno de los blasones o divisiones de los cuales se compone un escudo en general.
  - Armas compuestas: Es una reunión de varios escudos en uno solo.
  - Atributo geométrico
2. Campo: El campo es lo que está dentro del Escudo, el cual tiene diversas partes o variaciones.
  - Esmaltes (Colores, Metales y Forros): Se denomina esmalte del escudo a cualquiera de los colores, metales o forros del mismo. Los esmaltes y metales, al ser representados en blanco y negro o sobre grabados, están sujetos a unas convenciones para distinguirlos.
  - Composición del campo: Es la repetición y llenado del campo del escudo.
  - Sembrado: Representación de elementos idénticos, generalmente figuras, dentro del campo de escudo, o del campo de ciertos elementos, en cuyos bordes solo se representan las mitades de los elementos repetidos.
3. Figuras heráldicas: La figura es todo lo que se pone a guisa de ornato sobre un escudo raso. Se distinguen en ellas piezas y muebles:

1. Piezas heráldicas: Las piezas son cargos o figuras de forma geométrica, limitadas al trazo por líneas geométricas que las separan del campo, siendo importante su ubicación.
  - Lista de piezas

2. Muebles heráldicos: Los muebles son figuras que se ponen sobre el escudo y que no es una pieza o parte del mismo, es lo que adorna, carga o acompaña el campo o la división de un escudo.
  - Lista de muebles

### Elementos dentro deltimbre
Desde una fecha muy temprana, las ilustraciones de armas fueron adornadas con frecuencia con Yelmos colocados sobre los escudos. Estos a su vez llegaron a estar decorados con cimeras escultóricas o en forma de abanico, incorporando a menudo elementos del escudo de armas; así como una corona o Burelete, o a veces una pequeña corona (coroneta), de la que dependía el Lambrequín.
1. Cimera. La cimera descansa sobre un Yelmo que a su vez se apoya en la parte más importante de la armería heráldica: el escudo.
2. Yelmo
3. Corona
4. Burelete
5. Lambrequín

### Lema y grito de guerra
- El lema de armadura es una frase o colección de palabras destinadas a describir la motivación o intención de la persona o entidad, la que se muestra en una cinta, generalmente debajo del escudo.
- El Grito de guerra es una palabra o frase simple, para alentar a unirse a la lucha o la acción, a sus miembros o seguidores que se coloca en un listón sobre el escudo.

### Tenante, soporte, sostén y ornamentos exteriores
Los tenantes son figuras humanas, de animales, o arquitectónicas, que acompañan a cada lado del escudo de armas con la acción de sustentación. 
Aquellos que se componen de figuras de animales (reales o imaginarios) se denominan soportes, mientras las figuras de vegetales y objetos inanimados reciben el nombre de sostenes.

## Ejemplos históricos

Grandes armas de Felipe V con manto real, cimera real de Castilla y el lema.
Gran Escudo Real del Reino de Francia.
Escudo de armas de Carlos I de España.
Escudo de armas del Reino Unido.
Escudo de armas Imperial del Primer Imperio Francés (1804-1815), bajo Napoleón Bonaparte.
Escudo de Armas del Reino de Prusia (1873).
Escudo "Grande" del II Imperio Alemán (1871-1918).
Escudo de armas del Emperador de México Agustín I (1821-1823).
Escudo de armas del Segundo Imperio mexicano (1864).
Ejemplo de Banderas, soportes y órdenes del escudo de armas de Baldomero Espartero (1793-1879).
Escudo de la República Checa en 1992.
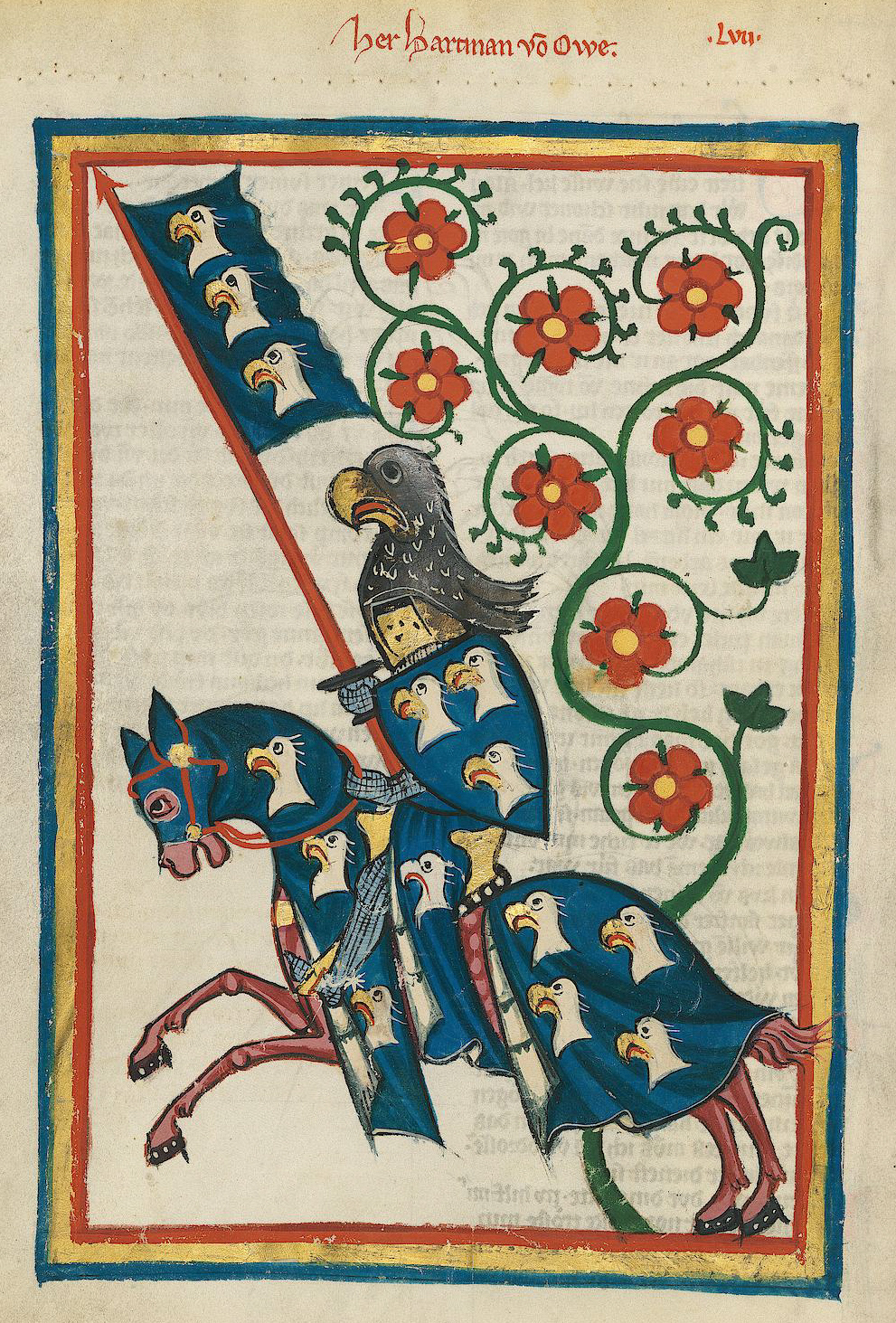
Ejemplo de Escudo, estandarte y yelmo armados del Codex Manesse de Hartmann von Aue, caballero alemán del siglo XIII.
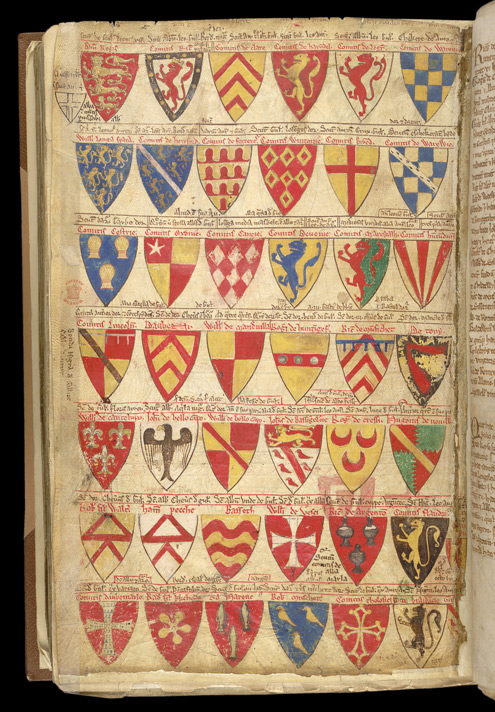
Ejemplo de armorial del rey Enrique III y sus principales nobles, en el Libro de las adiciones de Mateo de París, de 1259.
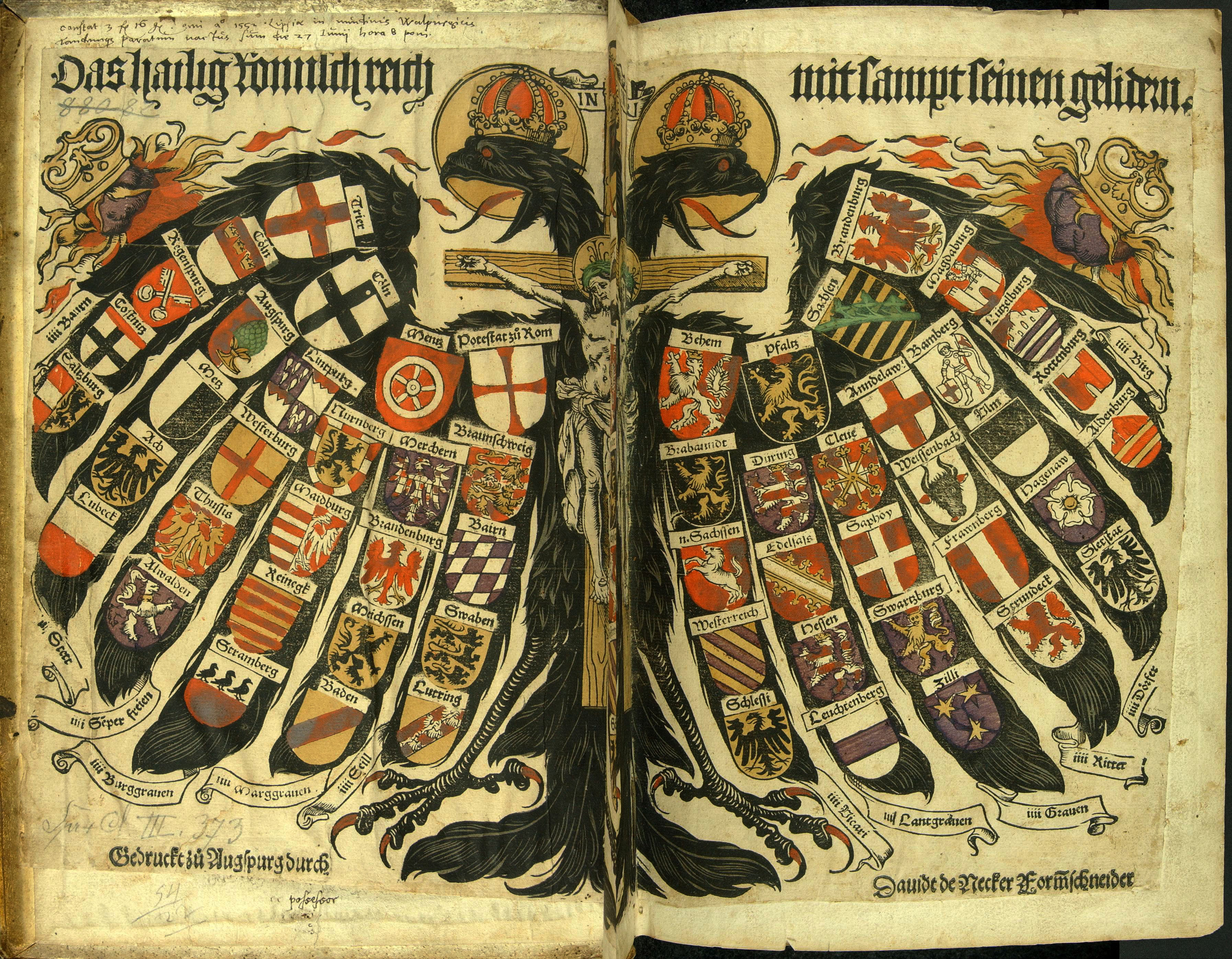
Ejemplo de los escudos de armas del Sacro Imperio Romano Germánico (HRR) en 1510, incluidos sus miembros. Se explica la estructura estilizada del Imperio en escudos de armas.
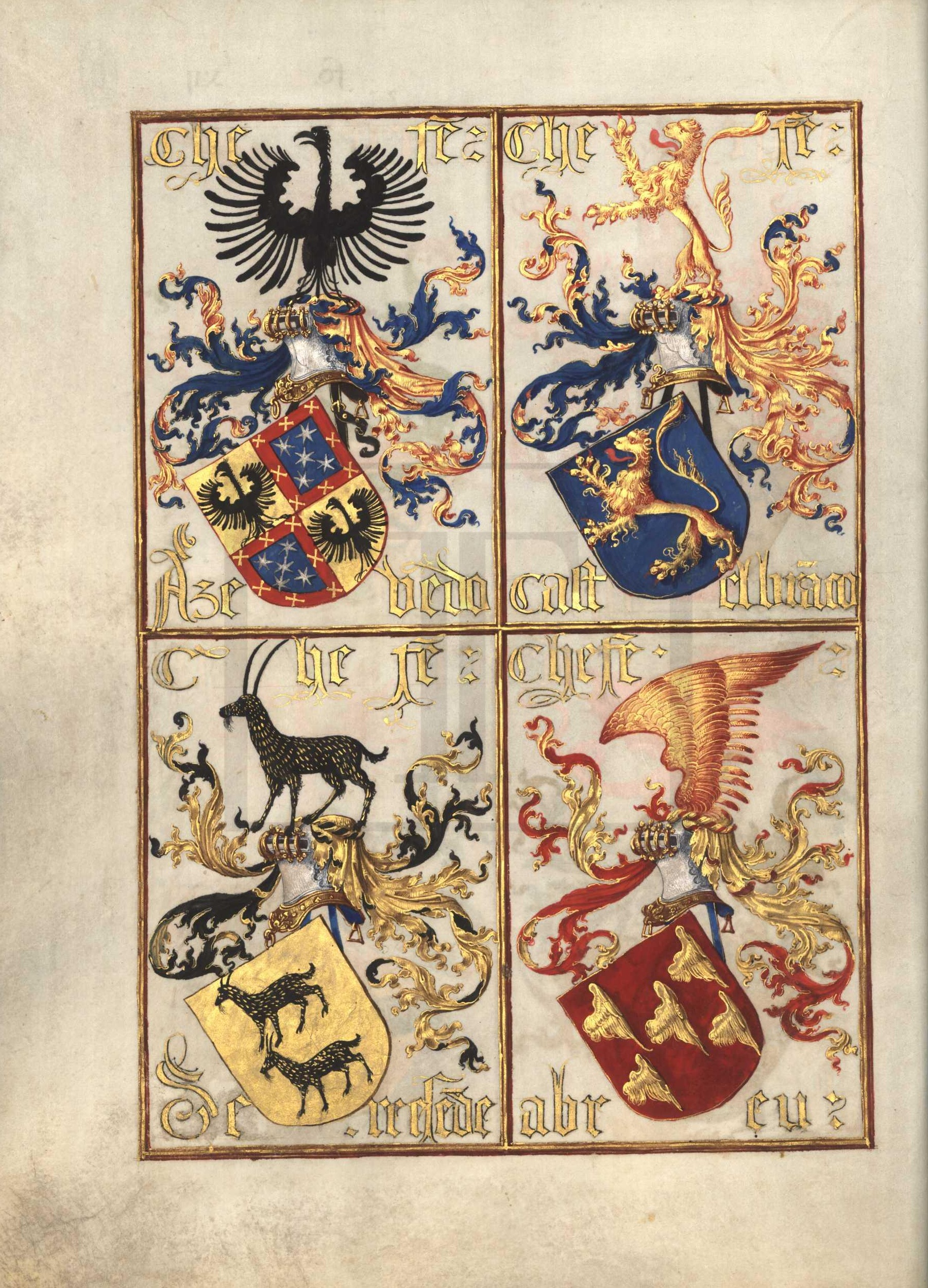
Ejemplo de los armoriales del "Libro de la Nobleza y Perfección de Armas", célebre armorial portugués.
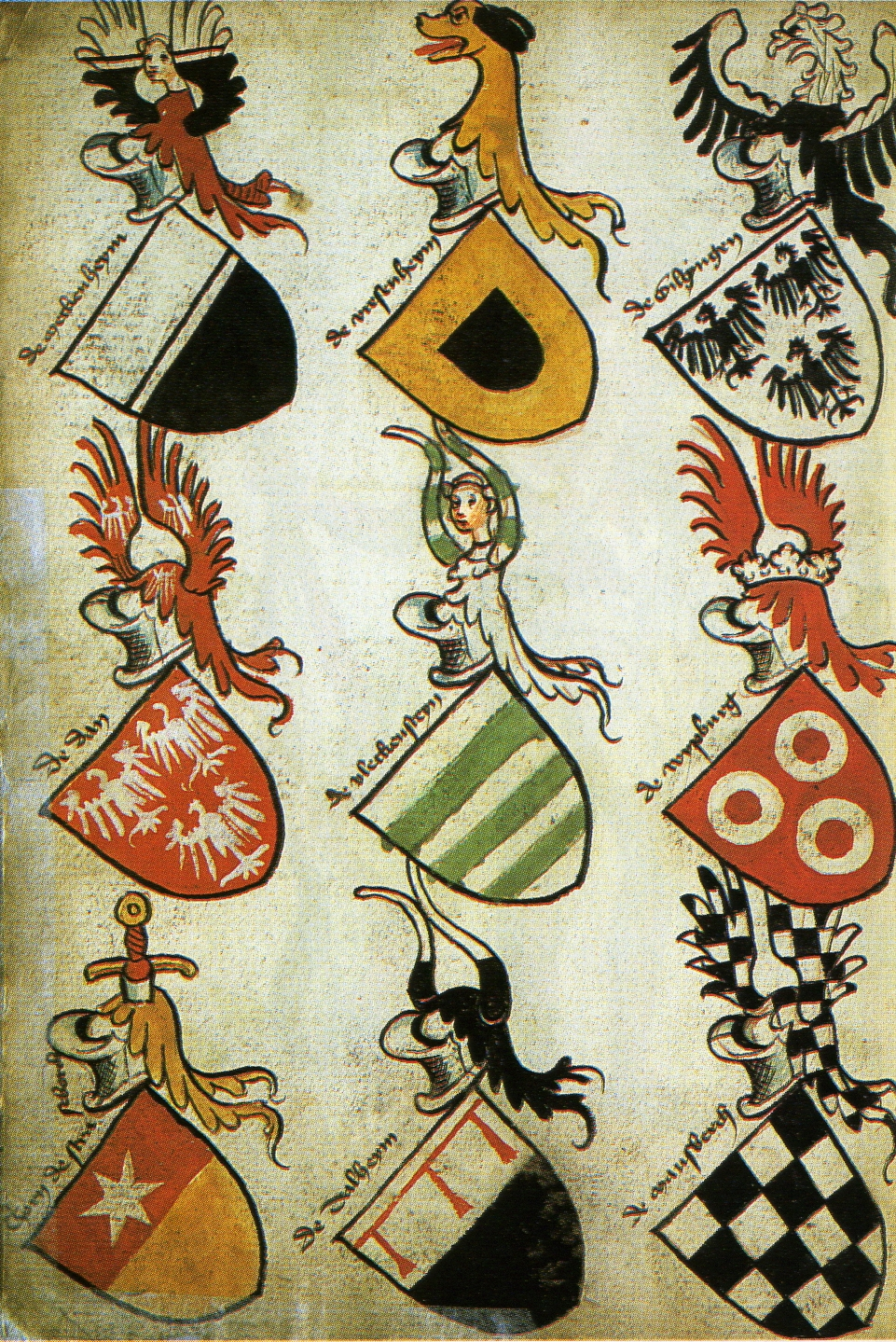
Ejemplo de representación de blasones y conjuntos heráldicos en un armorial del siglo XV, Hyghalmen Roll alemán.
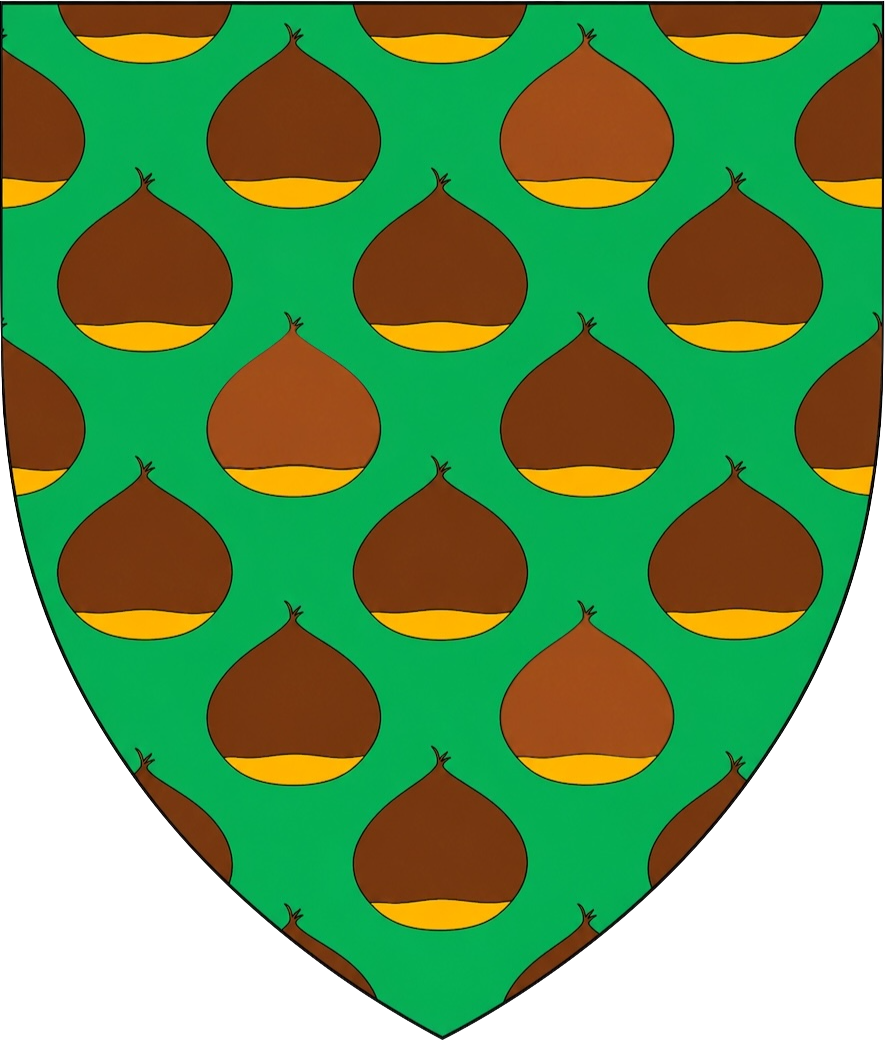
Escudo de armas de Castagneto (Italia) del artista contemporáneo Dario Scaricamazza.